# Liste des parcs nationaux de l'Ukraine
Les parcs nationaux en Ukraine sont des aires protégées gérées par le Nature-Preservation Fund de l'Ukraine. Ils ont été établis pour la plupart à la suite de la chute de l'Union des républiques socialistes soviétiques. Il y avait auparavant très peu de parcs nationaux en Ukraine, et la plupart étaient situés en Ukraine occidentale. 

## Parc nationaux en Ukraine
1. Parc national d'Azov-Syvach.

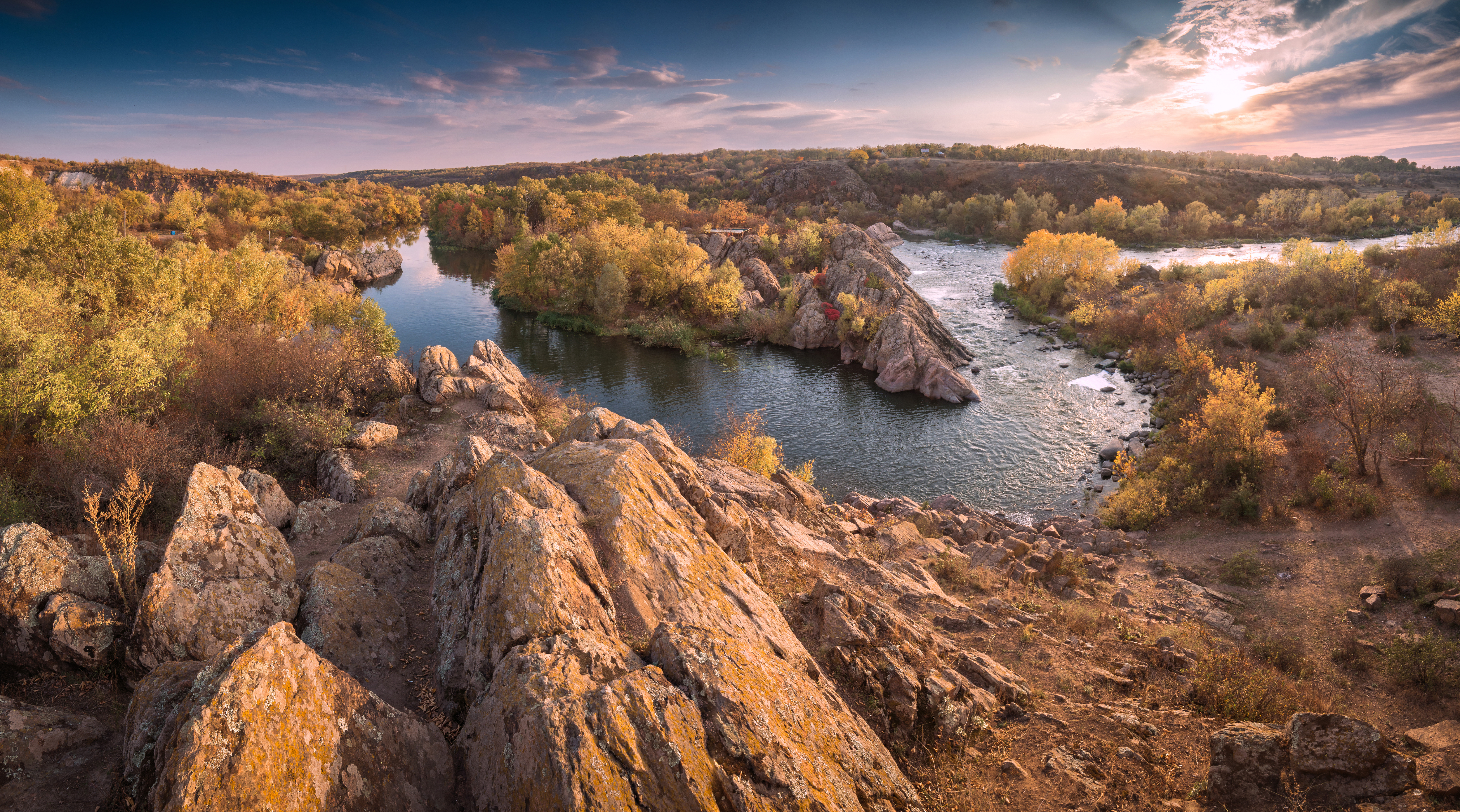
Dans la liste des parcs nationaux de l'Ukraine, le parc national Bouzkyï Hard (octobre 2019).

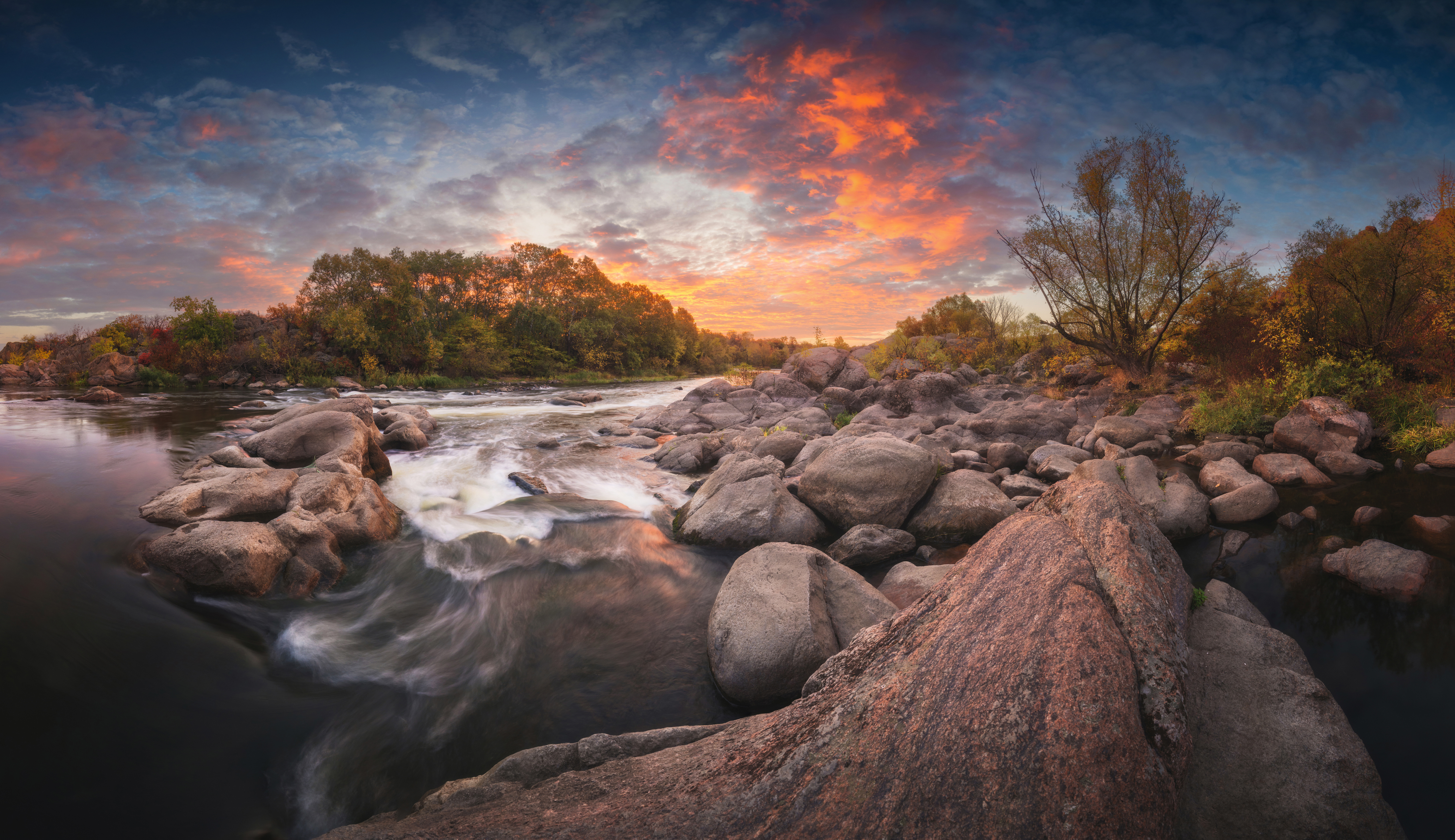
Paysage du parc national Bouzkyï Hard, de la liste des parcs nationaux de l'Ukraine. (octobre 2019)

2. Réserve nationale historique et culturelle Taras Chevtchenko.
3. Parc naturel national du Gard du Boug (Boug méridional).
4. Parc national des Carpates (Carpates ukrainiennes).
5. Parc national Tcharivna Havan
6. Parc national de la Tcheremoch.
7. Parc national de Derman-Ostroh.
8. Parc national Desnianko-Starohoutski
9. Parc national de Dvoritchna.
10. Parc national du sitch de Kamianska, Кам'янська Січ
11. Parc national de Djarylhatch
12. Parc national Velykyï Louh.
13. Parc national de Halytch
14. Parc national de Hetman
15. Parc national de Méotide
16. Parc national des sables d'Olechkiv
17. Parc national Holossiïvskyï
18. Parc naturel national de la forêt de Homilsha
19. Parc national de Houtsoulie
20. Parc national d'Itchnia
21. Parc national de la Podolie septentrionale
22. Parc national de Khotyn
23. Parc national des montagnes de Kremenets
24. Parc national du Dniestr inférieur
25. Parc national de la Soula inférieure
26. Parc national de Mezyn
27. Parc naturel national de Karmelioukove Podillia (Podolie du Nord)
28. Parc national Podilski Tovtry (escarpements de Podolie)
29. Parc national du Prypiat-Stokhid
30. Parc national de Pyriatyn
31. Parc national de Sviasti Hory
32. Parc national de Chatsk
33. Parc national du Severski Donets
34. Parc national Skolivski Beskydy
35. Parc national des Beskides royales Королівські Бескиди
36. Parc national de l'Ukraine slobodienne (Ukraine slobodienne)
37. Parc national du Synevyr
38. Parc national des limans de Touzly (Limans de Tuzly)
39. parc national Tsoumanska Pouchtcha
40. Parc naturel national du haut Pobouj
41. Parc national de Pryazovske
42. Parc national de l'Ouj
43. Parc national de Synohora
44. Parc national de Verkhovyna
45. Parc national de Vyjnytsia
46. parc national de la Côte Blanche de Sviatoslav
47. Parc national Biloozerskyï
48. Parc national de Yavoriv.
49. Parc national de Kouialnitskyi.
50. Parc national de Zalissia.
51. Parc national de Kholodny Yar.
52. Parc national Nobel.
53. Parc national du Dniepr inférieur.